# Abludomelita valesi
Abludomelita valesi är en kräftdjursart. Abludomelita valesi ingår i släktet Abludomelita och familjen Melitidae. Inga underarter finns listade i Catalogue of Life.